# Ixora upolensis
Ixora upolensis là một loài thực vật có hoa trong họ Thiến thảo. Loài này được Rech. mô tả khoa học đầu tiên năm 1907.